# Easky Lough
L'Easky Lough (gaelico irlandese: Loch Iascaí) è un lago di acqua dolce di origine glaciale sito sui Monti Ox nella zona occidentale della contea di Sligo. Si trova lungo il percorso del sentiero a lunga percorrenza denominato Sligo Way.
Il lago è ubicato a 13 km a Sud del villaggio di Easky ed a 45 km di strada dalla città di Sligo. Collocato a 180 m di quota, presenta una superficie di 1.19 chilometri quadrati.
Il lago è alimentato dagli immissari nella zona sud-orientale, mentre l'unico emissario, l'Easky River prende origine dalla sponda Nord per sfociare nell'Atlantico in prossimità del già citato villaggio di Easky.
Il lago è interessato da una buona varietà di fauna ittica che include trota bruna, salmone e anche l'anguilla.
La strada che raggiunge il lago, costeggiandolo sulla sponda orientale, è una strada locale che collega la R294 all'altezza di Mullany's Cross alla N59. Il perimetro del lago è interamente percorribile grazie ad un sentiero realizzato sulle sponde del medesimo e lungo 6 km. Il parcheggio è ubicato sull'estremità Nord-Orientale del lago stesso.